# Puylausic
Puylausic (okzitanisch: Poilausic, zwischen 1793 und 1801 auch mit der Schreibweise Puilauzic) ist eine französische Gemeinde mit 159 Einwohnern (Stand: 1. Januar 2022) im Département Gers in der Region Okzitanien (bis 2015 Midi-Pyrénées). Sie gehört zum Arrondissement Auch und zum Gemeindeverband  Savès. Die Einwohner nennen sich Puylausicains.

## Geografie
Die Gemeinde Puylausic liegt in einem dünn besiedelten, aber landwirtschaftlich intensiv genutzten Gebiet im Südosten des Départements Gers, 50 Kilometer südwestlich von Toulouse. Die östliche Gemeindegrenze wird teilweise vom Fluss Aussoue gebildet, die nordwestliche Gemeindegrenze von dessen Nebenfluss Espienne. Dazwischen erstreckt sich sanftes waldarmes Hügelland. Den höchsten Punkt im 9,84 km² umfassenden Gemeindegebiet bildet der 299 m hohe Tupe de Lozes, gekrönt von einem Wasserturm. Die größten der zahlreichen Weiler sind Nizet, La Pérère, Les Bordes, Puylausic, En Bole und En Marche. Begrenzt wird Puylausic von den Nachbargemeinden Samatan im Norden, Sauvimont im Osten, Montégut-Savès im Südosten, Saint-Lizier-du-Planté im Süden, Garravet im Südwesten, Montadet im Westen sowie Lombez im Nordwesten.

## Geschichte
Rund um den heutigen Friedhof wurden Überreste aus gallorömischer Zeit gefunden. Die Kirche am Friedhof war schon im 18. Jahrhundert baufällig und wurde 1795 abgerissen. Die heutige Kirche stammt aus dem Jahr 1758.

### Bevölkerungsentwicklung
| Jahr                       | 1962 | 1968 | 1975 | 1982 | 1990 | 1999 | 2006 | 2014 | 2021 |
| -------------------------- | ---- | ---- | ---- | ---- | ---- | ---- | ---- | ---- | ---- |
| Einwohner                  | 241  | 212  | 193  | 181  | 199  | 158  | 199  | 170  | 159  |
| Quellen: Cassini und INSEE |      |      |      |      |      |      |      |      |      |

Im Jahr 1846 wurde mit 592 Bewohnern die bisher höchste Einwohnerzahl ermittelt. Die Zahlen basieren auf den Daten von cassini.ehesse und INSEE.

## Sehenswürdigkeiten

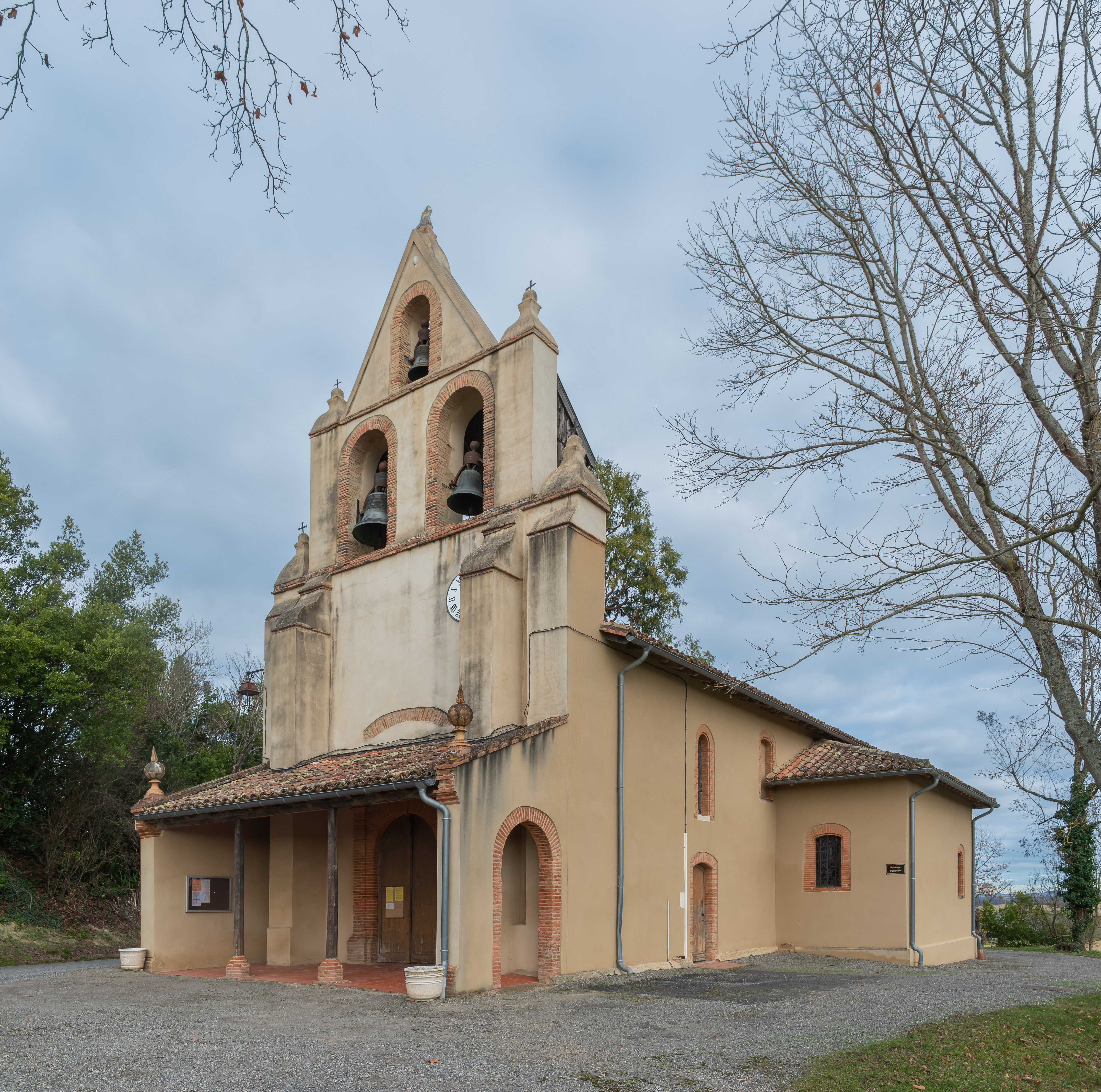
Kirche Saint-Martin

Die Pfarrkirche Saint-Martin ist ein Beispiel bäuerlicher Architektur, im Inneren mit einem silbernen Prozessionskreuz aus dem späten 18. Jahrhundert. Eine bemerkenswerte Inschrift am Tor zum Friedhof stammt von Pierre Magnoac. Sehenswert sind auch zwei Flurkreuze und ein Wasserturm.

## Wirtschaft und Infrastruktur
In der Gemeinde Puylausic sind 21 Landwirtschaftsbetriebe ansässig (Getreideanbau, Rinder-, Ziegen- und Schafzucht).
Durch die Gemeinde Puylausic führt die Fernstraße D 626 von Lombez nach Carbonne. In der 30 Kilometer südöstlich gelegenen Gemeinde Longages besteht ein Anschluss an die Autoroute A 64. Hier befindet sich auch ein Bahnhof an der Bahnstrecke Toulouse–Bayonne.

## Belege
1. ↑  Ortsname auf cassini.ehess.fr (französisch)
2. ↑  Puylausic auf der Präsentation des Gemeindeverbandes (französisch)
3. ↑  Puylausic auf cassini.ehess
4. ↑  Puylausic auf INSEE
5. ↑  Landwirtschaftsbetriebe auf annuaire-mairie.fr (französisch)